# Universitat Wilfrid Laurier
La Universitat Wilfrid Laurier (en angles: Wilfrid Laurier University), coneguda simplement amb el nom de Laurier, és una universitat pública de recerca del Canadà situada a Waterloo. Té un segon campus a Brantford i oficines a Kitchener, Toronto i Txungking, a la Xina. Porta el nom de Sir Wilfrid Laurier, el setè Primer Ministre del Canadà. La universitat ofereix un sèrie de graus i post-graus en diversos camps, i té més de 17.000 estudiants a temps complet.
El campus de Waterloo es troba al cor del Triangle Tecnològic del Canadà i dins del corredor Waterloo-Toronto, sovint conegut amb el nom de Silicon Valley del nord. L'àrea metropolitana Kitchener-Waterloo és on es troba la major concentració d'empreses tecnològiques de l'Amèrica del nord fora de Califòrnia.

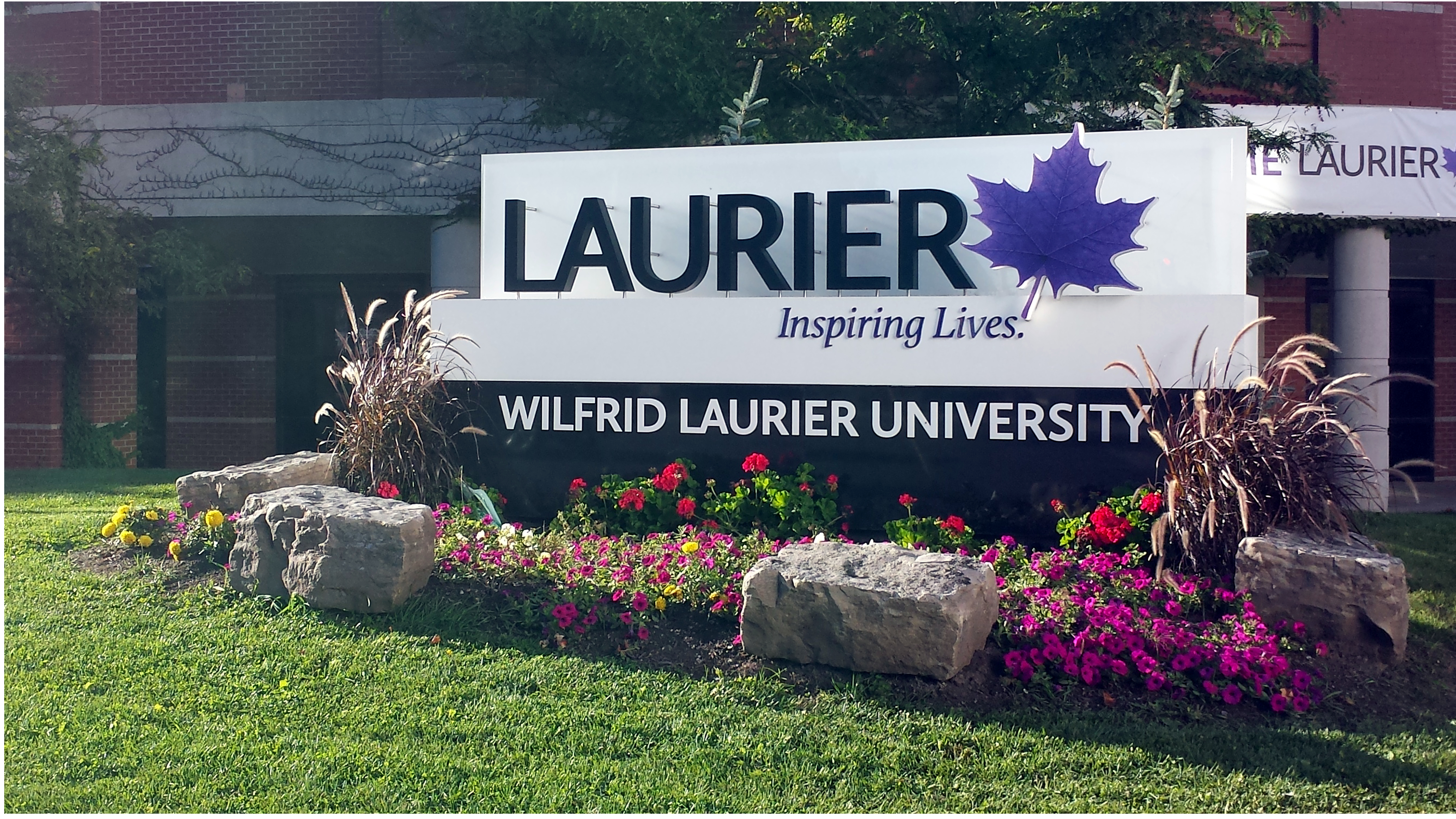
Simbol distintiu de la Laurier a la cantonada de King Street North i l'Avinguda Bricker

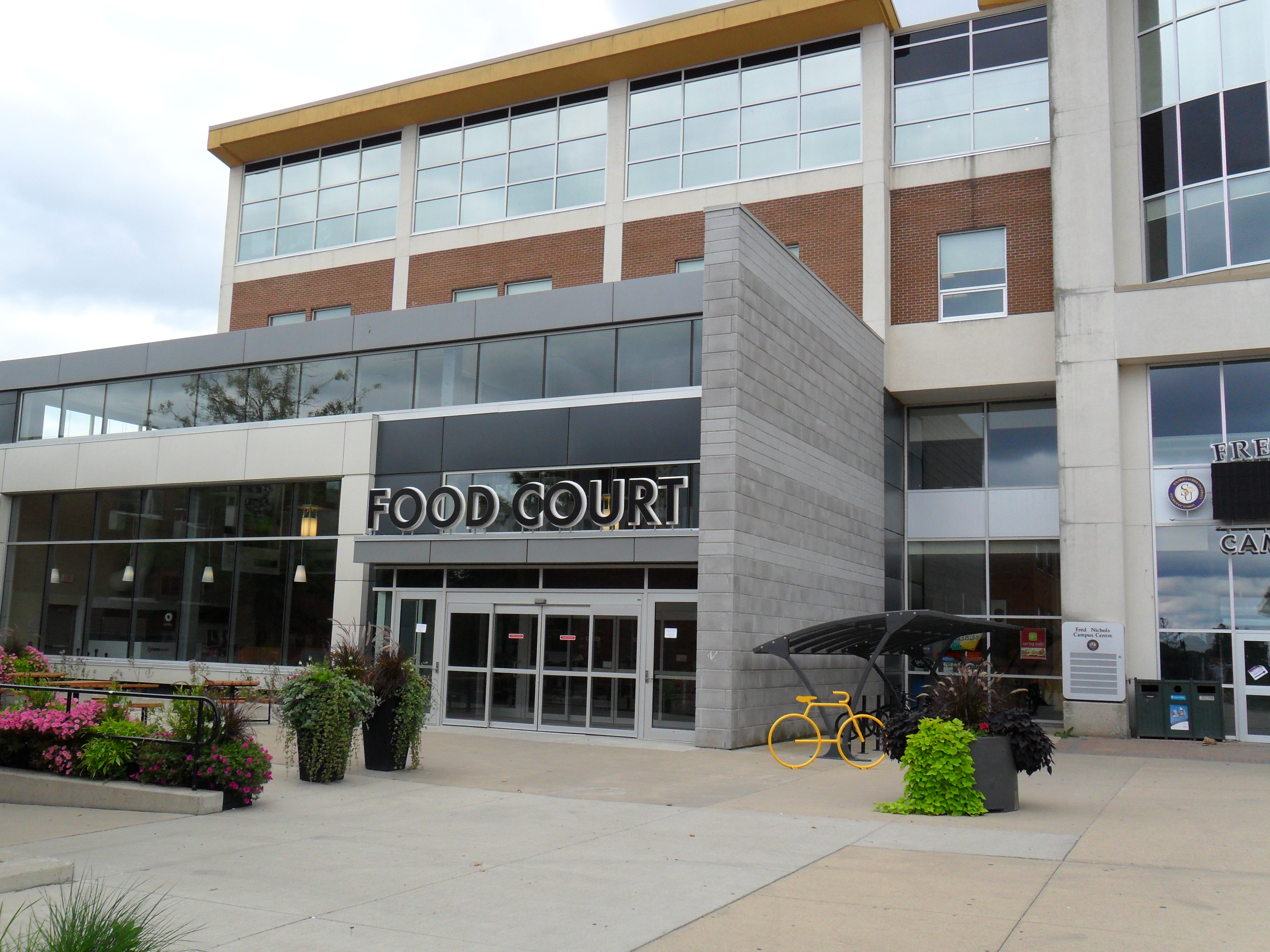
Laurier Food Court

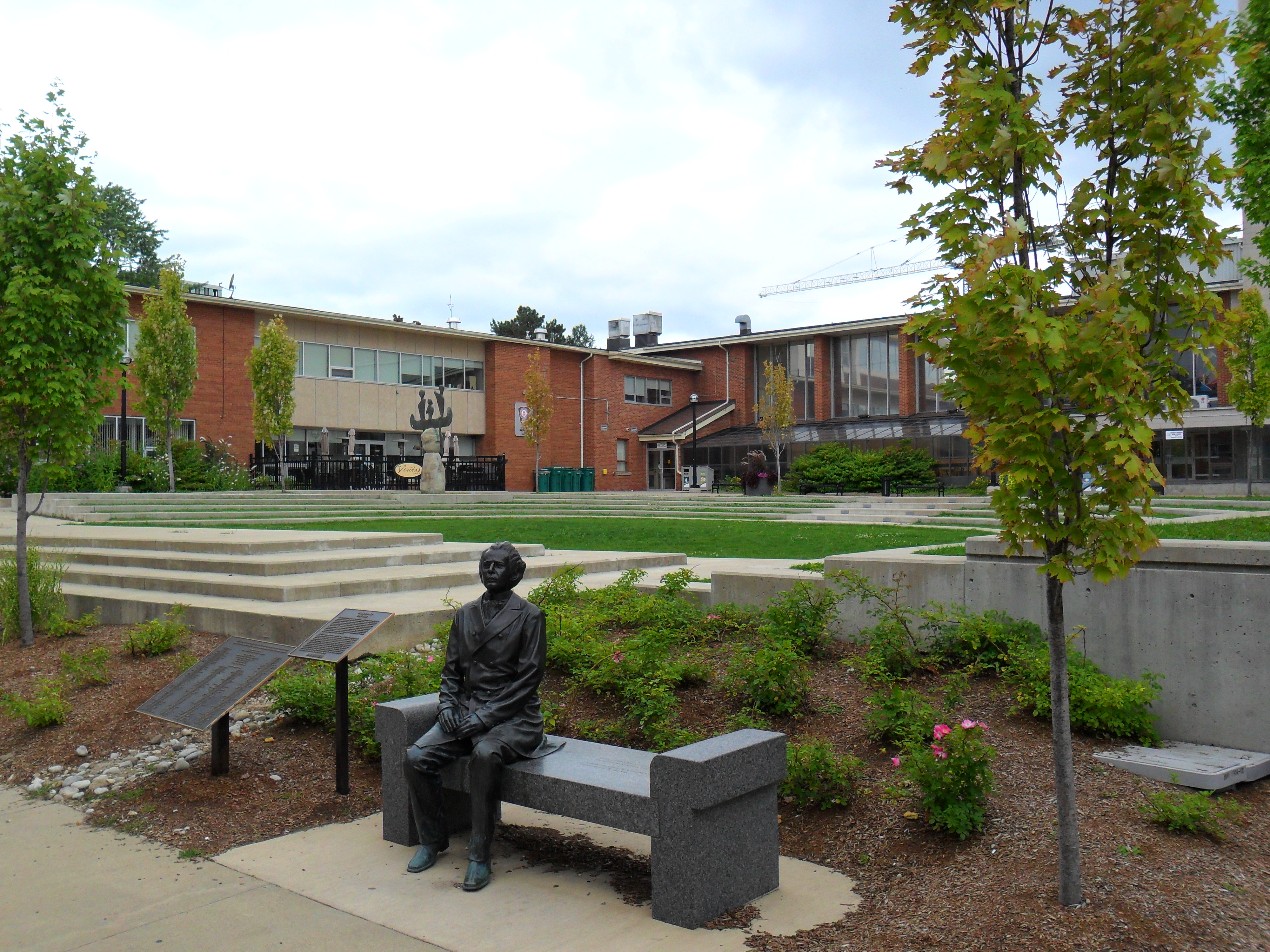
Jardí Central Laurier amb l'estàtua de Sir Wilfrid Laurier

## Història

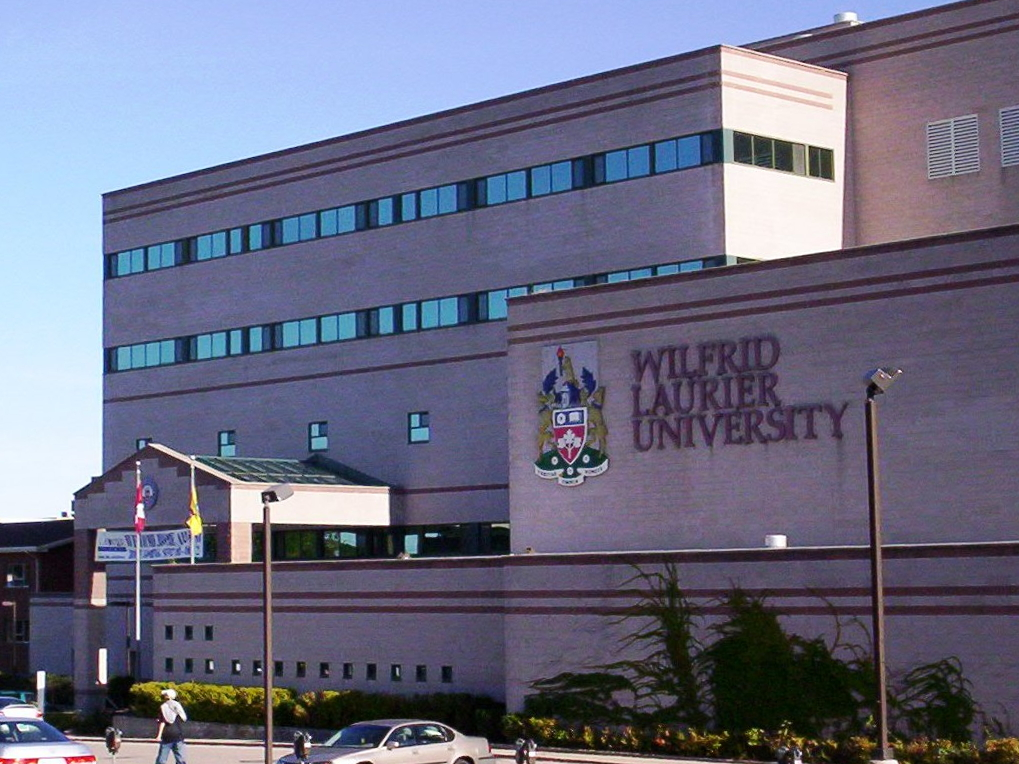
Campus principal de Waterloo

El 1910, el Sínode Luterà va crear un seminari que va obrir les portes als estudiants el 1911, amb el nom de Seminari Luterà de Waterloo. El 1914 el seminari va desenvolupar cursos no teològics sota el nom de Waterloo College School. El 1924, es va crear el Waterloo College of Arts, que el 1925 es va afiliar a la Universitat d'Ontario Occidental i aviat va començar a oferir llicenciatures en les arts. El 1960, l'església Luterana va renunciar al patrocini del Waterloo College. El seminari va obtenir uns estatus revisats que canviaven el nom de la instituació a Universitat Luterana de Waterloo. L'1 de novembre de 1973, es va establir la Universitat Wilfrid Laurier amb el consentiment reial del Governador d'Ontario Ross Macdonald, el qual hi va servir posteriorment com a rector.
Els colors de la Laurier, el porpra i el daurat, provenien de la seva afiliació amb la Universitat d'Ontario Occidental. Sent originalment el grana i el daurat els seus colors, l'escola va adoptar el porpra enlloc del gran per honorar el seu enllaç amb la universitat, que tenia per colors el porpra i el blanc. Encara que els colors de la Laurier es mantenen, la seva afiliació va finalitzar el 1960.
La Laurier va obrir un segon campus a Brantford el 1999. El 2006 la Facultat Lyle S. Hallman Faculty de treballs socials es va traslladar del campus de Waterloo a un campus al centre de Kitchener. El campus de Brantford està centrat dins una sèrie de propietats històriques del centre, que han estat restaurades per ús universitari, entre les què es troben l'antiga Biblioteca Carnegie, l'oficina de correus de Brantford de 1880, una mansió de 1870 i un teatre de 1950. El campus de Kitchener es troba a l'històric i completament renovat antic edifici de l'Institut St. Jerome.

## Formació Acadèmica
La universitat té un 17.000 estudiants de grau, 781 graduats i més de 500 persones entre professors i personal. la Laurier s'ha anat transformant des d'un universitat convencional a una universitat de recerca de mida mitjana. A l'enquesta d'universitats canadenques publicada per la revista Maclean el 2016, la Laurier es trobava en 10ena posició d'un total de 15 universitats del Canadà. Entre les universitats d'Ontario, la Laurier estava per darrere de les universitats de Waterloo, Guelph, York i Ryerson però per davant de Windsor i Brock.

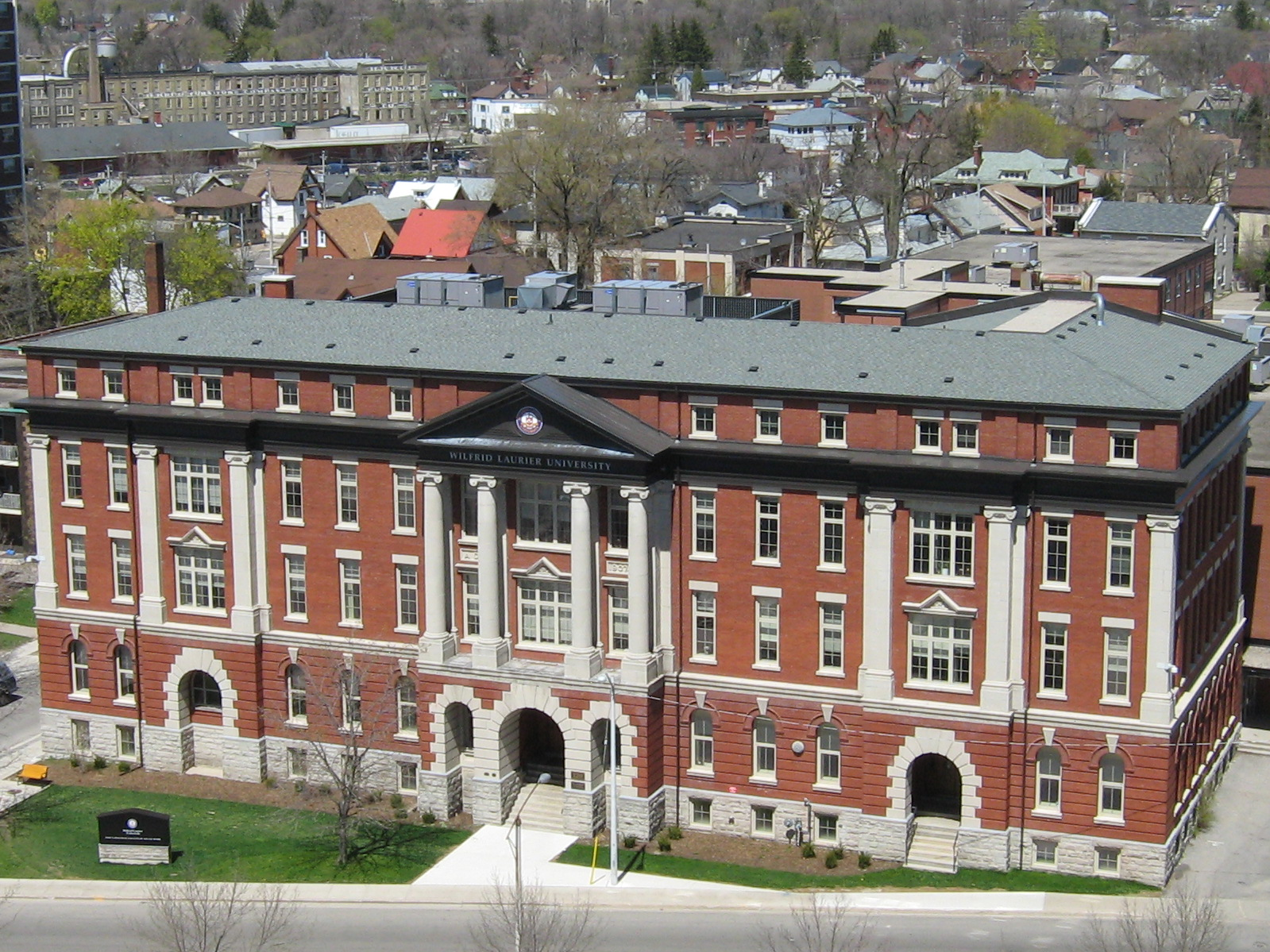
Seu de la Facultat de Treballs Socials, al centre de Kitchener. Antigament l'Institut St. Jerome.

L'Informe de Secretaria de l'Hivern de 2016 indica que les sis assignatures més populars de la Laurier van ser (per ordre): Negocis, Estudis de Comunicació, Psicologia, Criminologia, Economia i Biologia.
La internacionalment reconeguda Facultat de Música de la Laurier es considerada una de les millors del país, amb cursos d'interpretació, educació musical, composició, història musical, música religiosa, teoria i musicoteràpia. A més, la Laurier aculla al Quartet de Corda Penderecki - un grup internacionalment reconegut que interpreta nove composicions. la facultat de música compta amb dos espais d'interpretació, el Theatre Auditorium i el Maureen Forrester Recital Hall (que porta el nom del famós contralt i antic rector de la Laurier). La facultat també atreu un major percentatge d'estudiants de fora d'Ontario que cap altra facultat de la Laurier. El programa de música ofereix l'únic Màster en Musicoteràpia. David Johnston, antic president de la Universitat de Waterloo i actualment Governador General del Canadà, va identificar la seva fortalesa en "música i educació de negocis" com una de les raons de que la regió de Waterloo sigui un "eix educatiu potent".
La Laurier és la seu del Consell Acadèmic del Sistema de les Nacions Unides (ACUNS), que ha estat allotjat a Yale, Brown i Dartmouth. El seu objectiu es enfortir l'estudi d'organitzacions internacional i crear unions més estretes entre la comunitat acadèmica i els diplomàtics d'organitzacions internacionals.
La Laurier també és un soci destacat a la nova Escola d'Afers Internacionals de Balsillie inaugurada el 2008. L'escola ofereix tres cursos: un màster en arts en govern mundial, un màster en política pública internacional i un doctorat en govern mundial.

### Biblioteca Laurier
Segons l'Informe Anual de 2014-2015, la biblioteca compta amb 1 milió de volums impresos, 312.000 llibres electrònics, 68.000 publicacions electròniques, 280 bases de dades, i uns 5.000 títols multimèdia. A més, la biblioteca es membre del Grup TriUniversity de Biblioteques, juntament amb les biblioteques de les universitats de Waterloo i Guelph, a través del qual hi ha accés a una col·lecció d'informació combinada que supera els 7 milions d'articles impresos.
Hi ha quatre ubicacions físiques de la Biblioteca: la biblioteca principal del Campus Waterloo (a l'extrem oest del campus, que allotja la major part de la col·lecció i dels bibliotecaris i el personal), la Digital Library and Learning Commons del campus de Brantford (al Grand River Hall, que inclou les oficines dels bibliotecaris del campus), i l'espai de recollida de la Biblioteca Pública de Brantford i la biblioteca de Treball Social de Kitchener.
La biblioteca, conjuntament amb la Wilfrid Laurier University Press, allotja l'Scholars Commons @ Laurier, un repositori institucional que pretén donar suport a la comunicació escolar oberta, la col·laboració, la transparència de llarga durada i al reconeixement per la beca Laurier. Preserva estudis acadèmics, tesis, dissertacions, publicacions en línia, i una col·lecció d'arxius del The Cord (un diari dels estudiants) que daten de 1926.

### Antics alumnes
La Universitat Wilfrid Laurier té més de 100.000 graduats de 85 països.

### Cooperació
La Laurier té el program de cooperació en materia de negocis més antic en llengua anglesa del Canadà, que alhora també és el més estens del país. Els estudiants tenen l'oportunitat de gaudir de programes de cooperació amb dotzenes d'empreses, entre les que es troben KPMG, Ernst and Young, PepsiCo, Scotiabank, Unilever i Manulife Financial.

## Campus

### Campus Waterloo
Es troba dins del municipi de Waterloo i allotja la major part de les facultats de la universitat, entre les que es troben les de Negocis, Arts, Ciència, Música i Salut. En total, uns 15.000 estudiants assisteixen a classes al Campus Waterloo. Actualment, s'hi està construint una nova escola de negocis.

#### Residències

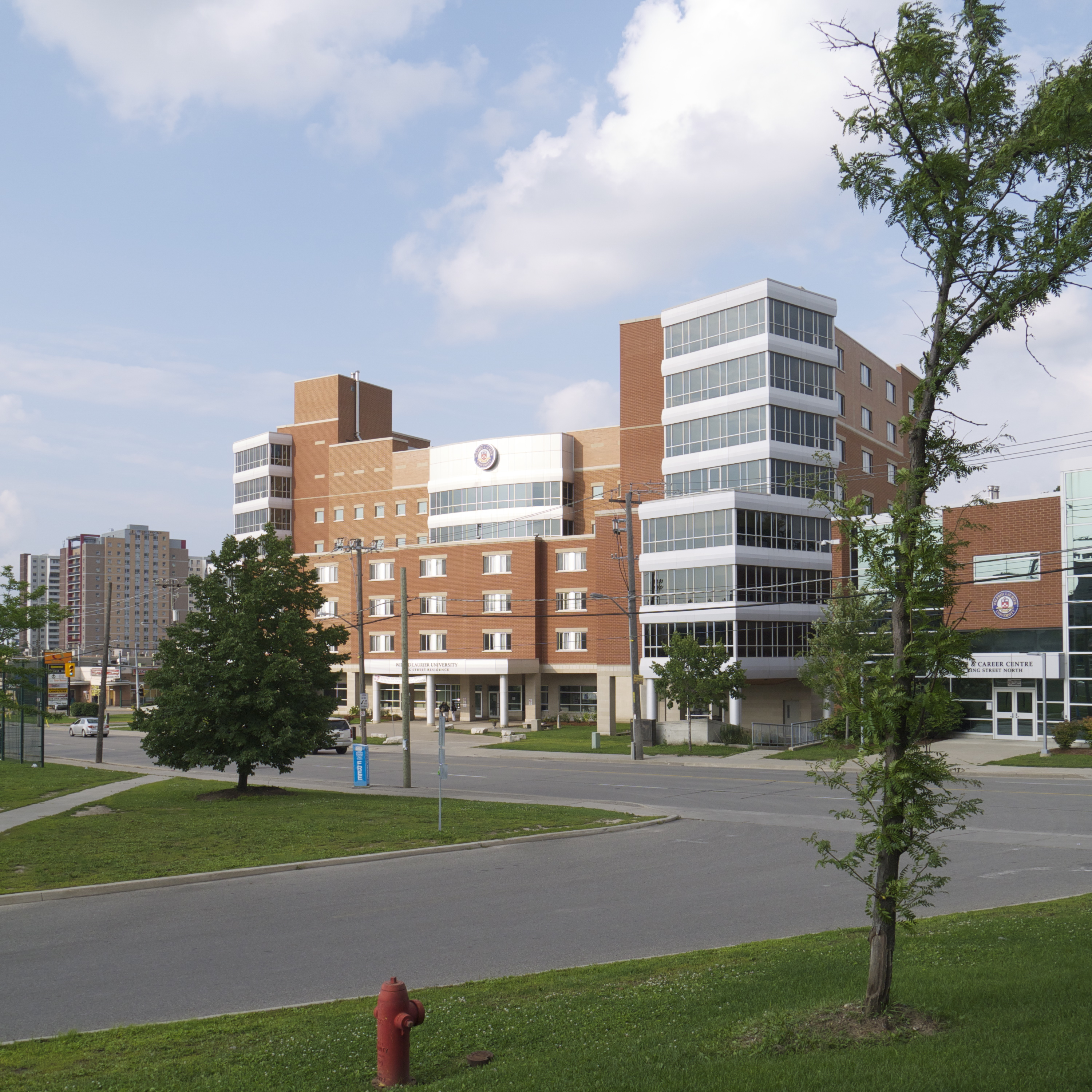
Residència King Street

Actualment hi ha una residència femenina, el Conrad Hall, una residència masculina, el Little House, i 14 residències mixtes: el Bouckaert Hall, la Residència Bricker, la Residència Euler, els Apartaments Hickory St., la Residència King’s Court, la Residència King Street, la Residència Leupold, la Casa Macdonald, el Apartaments Marshall Street, la Residència Regina, el Apartaments Spruce Street, la Residència University Place, el Waterloo College Hall i el Willison Hall. En conjunt, aquestes residències allotgen aproximadament 2.780 homes i dones, amb 2.664 llits reservats per estudiants de primer any.
A les residències els estudiants poden optar a formar part d'una comunitat d'aprenentatge, un entorn temàtic on tots els membres comparteixen un interès comú, principal o acadèmic. Aquestes comunitats estan dissenyades per ampliar les oportunitats d'aprenentatge i desenvolupament fora de l'aula, principalment a través de les oportunitats d'una xarxa de treball amb companys, professors i personal. Actualment operen les següents comunitats: Global: Pensament Global, Interpretació Local, Innovació: Emprenedoria, Llenguatges i Literatures, Escola de Negocis i Economia, Facultat de Ciències, Cantant i Compositor, El món del carret: Estudis de Cinema i Anglès, i Vimy Hall : Guerra, memòria i experiència militar canadenca.

### Campus Brantford
Està situat a Brantford, aproximadament uns 50 km al sud del Campus Waterloo. El campus va obrir les portes el 1999 amb un total de 39 estudiants en el seu primer any. Cap a gener de 2015 hi havia 2.625 estudiants a temps complet i un nombre sense determinar d'estudiants a temps parcial.

#### Residències
El Campus Brantford amb les següents residències: el Grand River Hall, la Post House, el Lawyer's Hall, la Lucy Marco Place i l' Expositor Place. Totes les residencies són d'apartaments. Fins al 2015 hi havia dues residències més: el Rizzo Building i la Wilkes House.

### Campus Kitchener
Cap a la tardor de 2006 la Facultat de Treballs Socials es va traslladar del Campus Waterloo al centre de Kitchener. Situat al carrer Duke es va instal·lar a l'antic edifici de l'Institut St. Jerome que havia sigut designat com a patrimoni per la Ciutat de Kitchener. Aquest trasllat va permetre als estudiants estar més a prop de la comunitat i les agències de serveis socials amb les quals estan associats. En un esforç per integrar-se millor a la comunitat i fer l'edifici més acollidor, els professors i el personal van celebrar diversos esdeveniments com el Political Coffee House Series (un cicle de debats polítics) i l'Expressions of Social Justice Festival.

### Campus Milton
La ciutat de Milton, a Ontario, i la Laurier han treballat conjuntament des del 2008 per desenvolupar un campus de 60 hectàrees a Milton dins del Milton Education Village (MEV). La ciutat va donar 60 hectàrees valorats en 50 milions de dòlars canadencs a la Laurier. El 2015, es va inaugurar el Velòdrom Nacional Mattamy com a instal·lació esportiva pels Jocs Panamericans i Para-panamericans de 2015.
El maig de 2015, el Ministre d'Educació, Escoles Universitàries i Universitats d'Ontario va rebutjar la petició de la Laurier de finançar el seu Campus Milton. El ministre va dir que hi hauria una segona convocatòria de propostes a la primavera de 2016, per la construcció d'un campus a la regió de Peel i Halton, el qual inclou Milton. Laurier va confirmar que tornaria a presentar la seva proposta.
El 26 d'octubre de 2016, el govern d'Ontario va anunciar que estava cercant l'interès de les universitats per construir campus secundaris tant a Milton com a Brampton. L'anunci especificava que el nou campus se centraria en ciència, tecnologia, enginyeria, arts i matemàtiques.

### Associacions d'estudiants
La Wilfrid Laurier acull diverses associacions universitàries dinàmiques enfocades a objectius filantròpics.
Fraternitats:
- Alpha Epsilon Pi
- Kappa Sigma
- Pi Kappa Alpha
- Sigma Chi
- Zeta Psi

Germanors:
- Alpha Omega
- Alpha Phi

## Esports
La universitat està representada a la Canadian Interuniversity Sport pels Wilfrid Laurier Golden Hawks.
La història del nom de l'equip, els Golden Hawks (en català: falcons daurats), té els seus orígens l'any 1961. Durant molts anys, els equips del Waterloo College eren anomenats simplement els equips del Waterloo College, encara que de vegades eren anomenats els Purple and Gold i d'altres vegades els Waterloons. El 1950, el diari de l'escola va pensar que calia un nom i el desembre de 1951 va provar un nou nom: the Mules.
Per tant, l'equip de hoquei es va convertir en les Ice Mules (mules de gel) i els equips femenins de basquet i voleibol van ser coneguts com les Mulettes.
El 1960, amb el canvi d'estatus d'escola a universitat, el diari de la universitat va apostar per un canvi. En una trobada aquell mateix any, algú va suggerir Golden Hawks i aquest va ser el nom adoptat. En un titular de l'exemplar del diari del 16 de gener de 1961 es llegia: From 'Jackass' to 'Bird of Prey' (en català: De 'Burros' a 'Ocells de presa').
El 13 de novembre de 2004, l'equip de futbol (americà) dels Golden Hawks va guanyar la Copa Yates contra els McMaster Marauders davant de la xifra rècord de 8.175 espectadors. Va ser la sisena victoria a la Copa Yates de la seva història. El partit també va acabar amb la ratxa guanyadora dels McMaster Marauders de quatre anys seguits guanyant el campionat d'Ontario. El novembre de 2005 van obtenir la seva segona Copa Yates consecutiva, seguida d'una victòria contra Acadia a la Uteck Bowl, que li donava accés a disputar la Copa Vanier. A la final, els Golden Hawks van derrotar a la Universitat de Saskatchewan Huskies per un ajustar marcador de 24–23 que els convertia en campions nacionals i guanyadors de la Copa Vanier, la primera des del 1991.
El primer campionat nacional femení el va guanyar l'equip de futbol el 1992, seguit d'un segon campionat el 1995. L'equip masculí de futbol es va proclamar campió nacional els anys 2000 i 2001.
El 2007 l'equip femení de lacrosse va assolir la hegemonia obtenint la seva cinquena medalla d'or de la Ontario University Athletics consecutiva. El febrer de 2008, l'equip femení de hoquei va obtenir la seva cinquena medalla d'or consecutiva i setena des del 1998. El 2005, havia obtingut el seu primer campionat nacional. Ambdós equips han obtingut des d'aleshores sis campionats provincials consecutius en els seus respectius esports, allargant les seves hegemonies.
El 2008 els dos equips de curling (masculí i femení) van guanyar els campionats inaugurals i van representar al Canadà als Jocs Mundials Universitaris del 2009, celebrats a la Xina. L'equip femení va tornar a proclamar-se campionesInstal·lacions el 2009 i van representar al Canadà al Campionat Internacional de Curling de Karuizawa, on van quedar en primer lloc.
Les instal·lacions esportives de la Universitat Wilfrid Laurier inclouen un complex esportiu, l'estadi de futbol americà i un camp poliesportiu de gespa artificial. El complex esportiu compta amb tres gimnasos, dues pistes d'esquaix, un mur d'escalada i sales de peses i aerobic. L'estadi de la universitat té un camp de futbol americà de gespa artificial i un gran gimnàs.